# دانيال إتش. ماكينون
دانيال إتش. ماكينون هو سياسي كندي، (و. 1866  م). نشط حزبياً في الحزب الليبرالي في نوفا سكوشا ‏. وقد انتخب عضو مجلس نواب نوفا سكوشا ‏.